# Fonvizinskaja
Fonvizinskaja (Russisch:Фонвизинская) is een station aan de Ljoeblinsko-Dmitrovskaja-lijn van de Moskouse metro. Het is net als de bovengelegen straat genoemd naar de Russische schrijver Denis Fonvizin. 

## Geschiedenis
In de jaren 80 van de twintigste eeuw toen de Serpoechovsko-Timirjazevskaja-lijn werd gebouwd was er al sprake van een andere lijn die ten zuiden van Petrovsko-Razoemovskaja naar het zuidoosten zou lopen. Deze lijn, de Dmitrovsko radius, zou aan de oostkant van de oktoberspoorweg langs het omroepcentrum lopen en via Marina Rosjtsja worden aangesloten op een van de lijnen uit het zuiden. De Timirjazevsko radius werd nog ten tijde van de Sovjet Unie voltooid met Otradnoje als noordelijk eindpunt. De bouw van de andere lijn, lijn 10, begon in 1988 ten zuiden van de binnenstad, in 1990 gevolgd door het deel onder de binnenstad. De Dmitrovsko radius, het deel ten noorden van de binnenstad, stond voor later gepland. Het eerste deel van de lijn werd in 1995 geopend maar de rest van de metrobouw stond op een laagpitje. Tijdens de Roebelcrisis werd de bouw geheel stilgelegd. In 2008 werd de bouw hervat en inmiddels was besloten om de kortste weg, aan de westkant van de oktoberspoorweg, te kiezen tussen Petrovsko-Razoemovskaja en Marina Rosjtsja. Het noordelijkste van de twee tussenstations werd op 24 juni 2008 door het gemeentebestuur genoemd naar Fonvizin, de andere voorgestelde namen waren Boetyrski Choetor en Ostankino.  Destijds werd verwacht dat het baanvak in 5 jaar zou zijn voltooid.

## Aanleg
Op 17 juli 2012 keurde het stadsbestuur de plannen voor het baanvak goed en konden de werkzaamheden echt van start gaan. In de periode 2012 – 2014 werden de Ogorodnyj Projezd en de Milasjenkova Oelitsa ter hoogte van het station gedeeldtelijk afgezet ten behoeve van de bouw. Eind augustus was de 65 meter diepe startschacht bij Fonvizinskaja gereed. Op 21 september werd de eerste ring van de ondergrondse tunnelbelkeding gesloten. In maart 2013 begon het boren van de tunnels voor de metrosporen, de roltrappen en de middenhal. In februari 2014 vond de doorbraak plaats van een van de tunnels richting Petrovsko-Razoemovskaja. In maart 2014 werd aangekondigd dat de opening zou worden verschoven van december 2014 naar september 2015. Volgens loco-burgemeester M. Koesjnoellin was dit te wijten aan diverse problemen. In december 2014 volgde nog een uitstel, dit keer tot september 2016. In februari 2016 werden de straten geheel afgesloten om de ondergrondse verdeelhallen te kunnen bouwen.

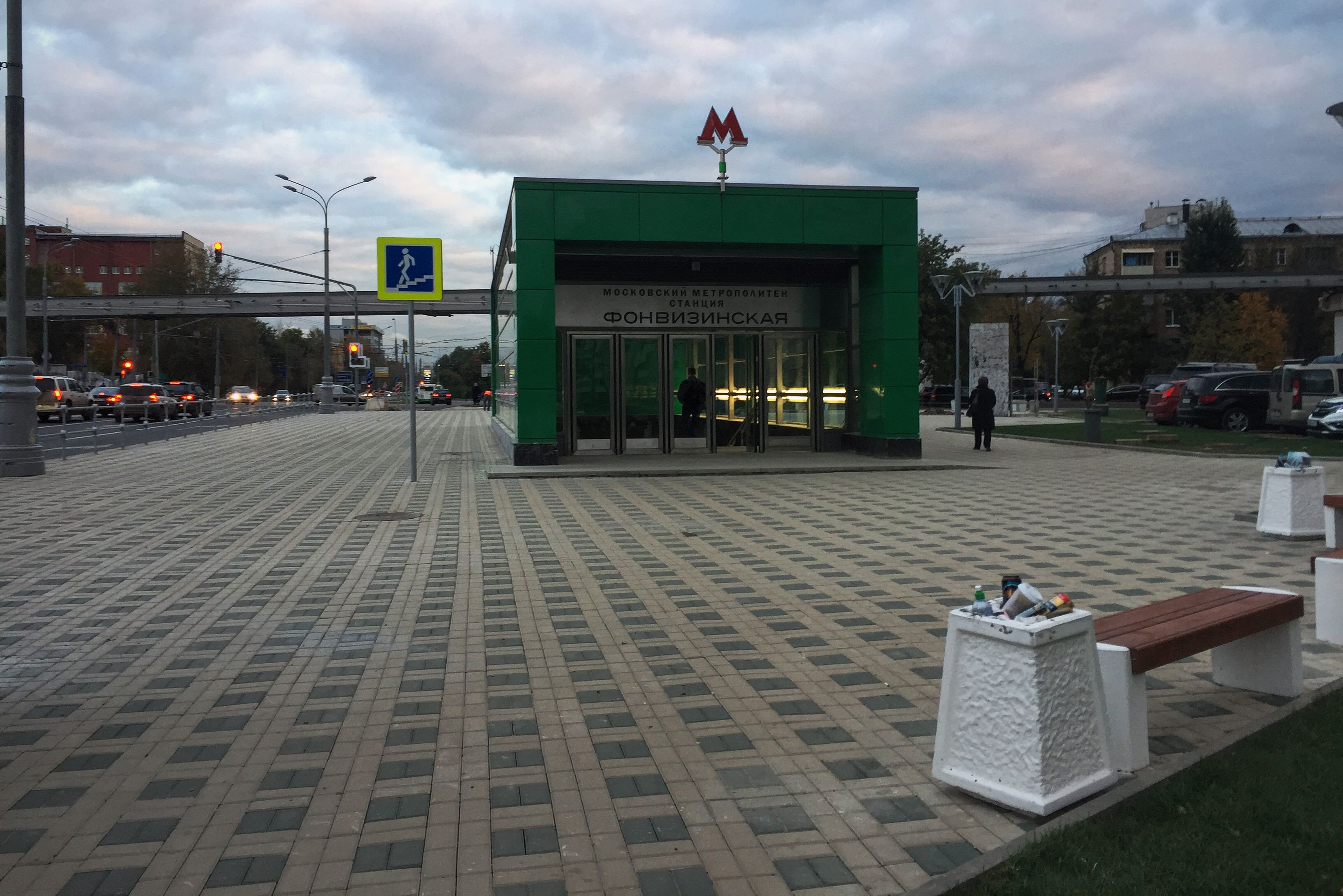
Een van de toegangen tot de zuidelijke verdeelhal
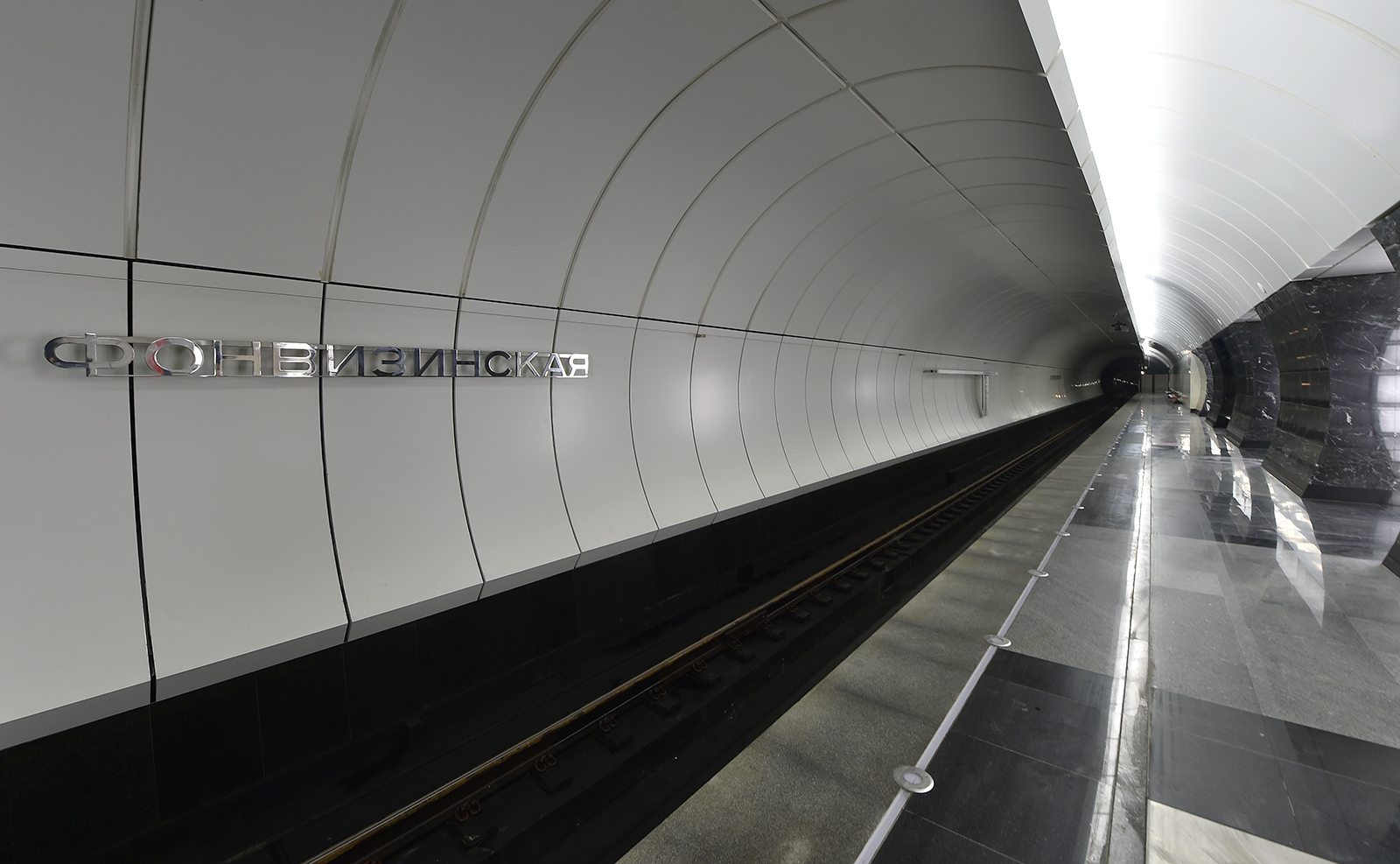
Het perron
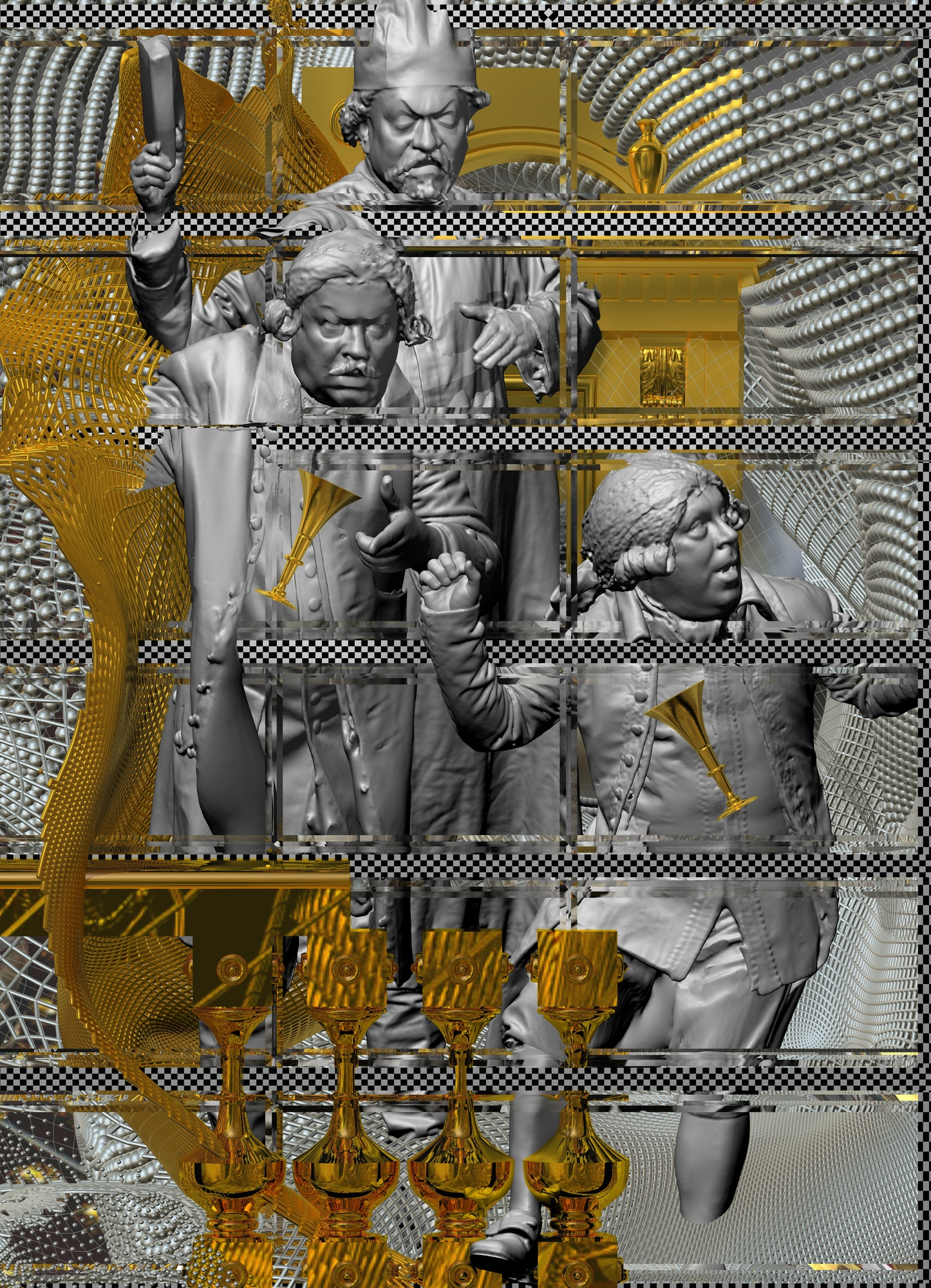
Een van de digitale reliëfs

## Ligging en inrichting
het station ligt in de wijk Boetyrskaja vlak ten noorden van de kruising van de  Milasjenkova Oelitsa en de Oelitsa Fonvizina. De monorail die boven de Oelitsa Fonvizina loopt heeft een station vlak ten oosten van het kruispunt zodat reizigers makkelijk tussen metro en monorail kunnen overstappen. Het station kent twee ondergrondse verdeelhallen, waarvan de zuidelijke bij het kruispunt ligt en de noordelijke bij de huisnummers 6 en 7 aan de Milasjenkova Oelitsa. In de plannen voor het station was al sprake van een voetgangerstunnel tussen de zuidelijke verdeelhal en een toegang aan de oostkant van de oktoberspoorweg. Toen het station geopend werd was er echter nog geen goedkeuring voor de bouw. In het herziene tijdschema zou de bouw beginnen in het tweede kwartaal van 2018 maar de vergunning werd pas in september 2018 verleend. De voetgangerstunnel wordt 189 meter lang, 6 meter breed en 2,3 meter hoog. De uitgangen in Marfino, het gebied ten oosten van de spoorlijn, komen bij de huisnummers 30 en 32 aan de Akademika Koroleva Oelitsa. Bovengronds bevinden zich aan de Oelitsa Fonvizina en de Milasjenkova Oelitsa diverse bushaltes met de naam Fonvizinskaja.Het pylonenstation op 65 meter diepte deelt samen met Verchnië Lichobory en Okroezjnaja de tweede plaats qua diepte op de lijst van Moskouse metrostations. Het ontwerp wordt eveneens gedeeld met deze twee, alsmede met Boetyrskaja, al verschilt de bekleding per station. De 3 meter brede pylonen zijn in dit geval bekleed met zwart marmer. 
De verlichting van de middenhal wordt voor het grootste deel verzorgd door panelen op de hoeken van de doorgangen naar de perrons. Het gewelf tussen de doorgangen is iets lager dan bij de doorgangen en de randen zijn eveneens voorzien van verlichting. De tunnelwanden bij de perrons zijn voorzien van een aluminium beplating binnen het eigenlijke gewelf. Ook hier is de rand tussen het hoge gewelf en de lagere aluminium beplating gebruikt voor de verlichting. De totale vloerbreedte is 19,1 meter, de straal van de middenhal is 4,4 meter en na aftrek van de 3 meter lange doorgangen aan weeszijden resteert een perronbreedte van 2,15 meter. De middenhal is in het midden 6,1 meter hoog. In de periode december 2017 – augustus 2018 werden 28 genummerde reliëfs aangebracht op de binnenkant van de pylonen. Kunstenaar Konstantin Choedjakov verkleedde zichzelf en zijn medewerkers als personages uit de komedie “De Adolescent” van Fonvizin. Choedjakov en zijn medewerkers werden vervolgens met een 3D scanner vastgelegd waarna de scans gebruikt werden om de reliëfs te maken. 